# Расставания (Властелин колец: Кольца власти)
«Расставания» (англ. Partings) — пятый эпизод американского фантастического телесериала «Властелин колец: Кольца власти», снятый режиссёром Уэйном Йипом по сценарию Джастина Добла. Его премьера состоялась 23 сентября 2022 года.

## Сюжет
Действие эпизода, как и предыдущих, происходит во Вторую эпоху легендариума Дж. Р. Р. Толкина. Параллельно развиваются несколько сюжетных линий, связанных с Нуменором, Кхазад-думом и землями людей на юге Средиземья.
Мохноноги подвергаются нападению волколаков, Незнакомец ударом магии отпугивает их, его рука чернеет, но он излечивается с помощью родника. В это время трое существ, похожих на эльфов, осматривают место падения метеорита и отправляются на поиски Незнакомца. Адар через Арондира требует от защитников сторожевой крепости клятвы в верности Саурону, и некоторые решают сдаться.
В Нуменоре идёт подготовка к отплытию. Исильдур, чтобы принять участие в походе, тайком пробирается на один из кораблей и там натыкается на Кемена, который собирается сжечь флот. Во время их ссоры случайно разбивается масляная лампа, и корабль взрывается вместе с соседним, но Исильдуру удаётся спастись. От отца он узнаёт, что флот отправляется в Южные земли, чтобы поставить там правителя, обязанного Нуменору. В итоге Исильдур присоединяется к походу в качестве простого конюха. На юг отправляется и Халбранд после уговоров Галадриэль.
Гиль-Галад расспрашивает Дурина о рудах Кхазад-дума, но тот уходит от ответа. Позже Дурин напоминает Элронду легенду о происхождении митриля. Элронд оказывается перед сложным выбором: он может помочь своему народу ценой нарушения клятвы. В итоге Элронд решается поговорить с принцем гномов и называет его «спасителем эльфов», а тот, польщённый, соглашается ему помочь.

## Премьера и оценки
Премьерный показ пятого эпизода состоялся 23 сентября 2022 года. Первые рецензенты отмечали, что в «Расставаниях», в отличие от предыдущей серии, заметно возрастает напряжение, но долгожданный переход от экспозиции к экшену не происходит. По словам одного из критиков, сцена отправки нуменорской армии показана «с таким размахом, что Питеру Джексону даже не снилось». Рецензент портала «Кибер Спорт» после просмотра эпизода констатировал: «К пятой серии сериал накопил слишком много недостатков, чтобы кардинально изменить курс за оставшиеся три эпизода. Шоураннерам остается одно: удивлять зрителя отдельными сценами».
На сайте-агрегаторе отзывов Rotten Tomatoes «Расставания» получили рейтинг 73 % при средней оценке 7,1 из 10.